# SEAT 124 Sport
SEAT 124 Sport a fost un coupé cu două uși, produs de producătorul spaniol SEAT între 1970 și 1975, cu un total de 23.611 unități vândute până la încetarea producției.

Mașina a fost prezentată pentru prima dată la Salonul Auto de la Barcelona din 1970 și a fost produsă în Spania sub licență Fiat, fiind identică cu modelul Fiat 124 Sport Coupé. A fost lansată pentru a satisface cererea tot mai mare de mașini sport pe piața locală, în competiție cu alte modele – precum Authi Mini C 1275, Alpine A110, Renault 8TS și Simca 1000 Rallye GT – dar și cu propriile modele SEAT, precum SEAT 850 Sport Coupé și Spider. 

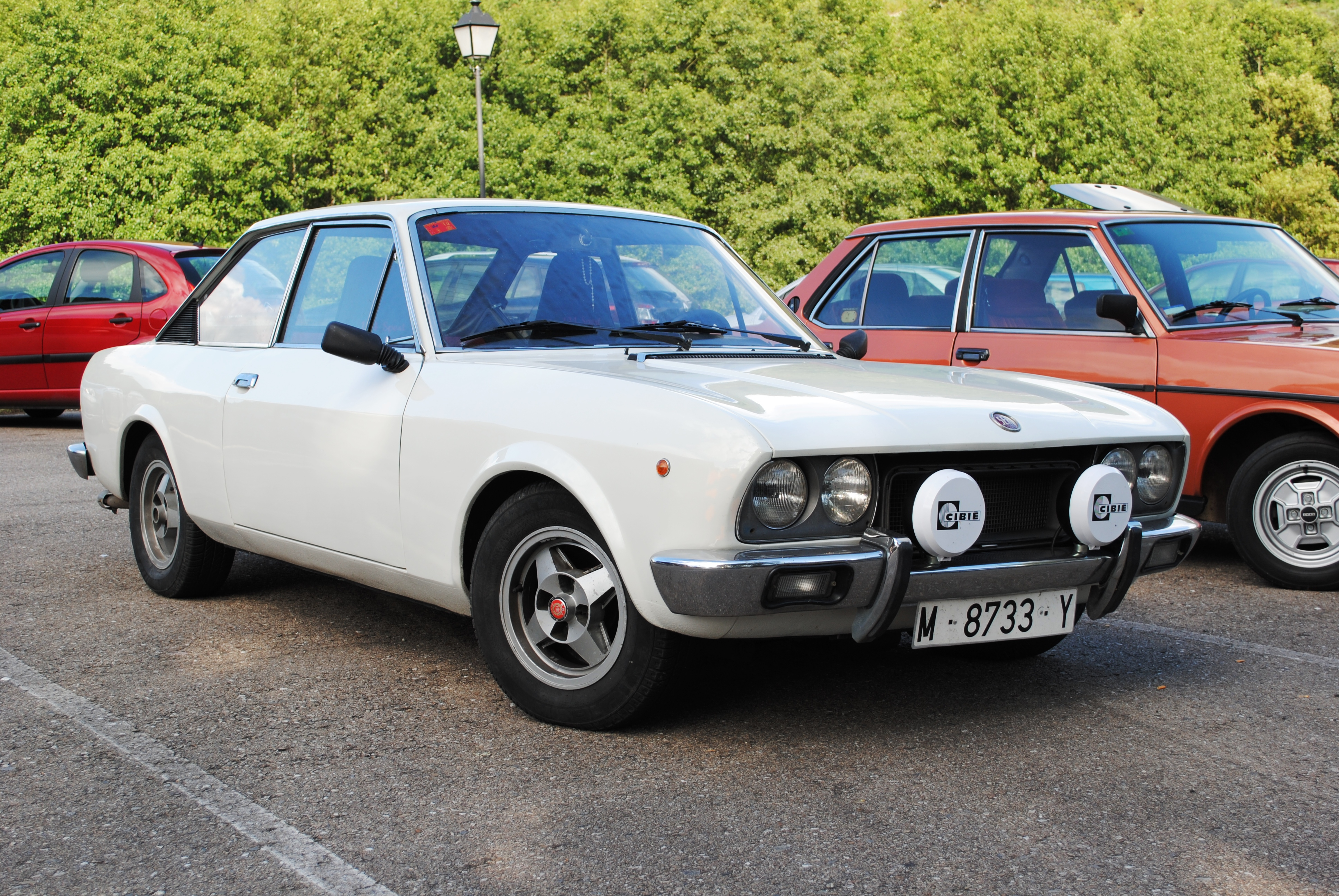
SEAT 124 Sport 1800

Automobilul era echipat cu două axe cu came în cap, având o cilindree de 1.608 cm³ (1.6 L, FC-00) sau 1.756 cm³ (1.8 L, FC-02). Ambele variante erau cuplate la o cutie de viteze manuală cu 5 trepte, fiind prima transmisie cu 5 trepte introdusă pe piața spaniolă.

## Serii de producție

### Prima serie(1970–1973)
Echivalentă cu seria BC a Fiat, utilizând motoare de 1.608 cm³ furnizate direct de Fiat.

### A doua serie(1973–1975)
Copie a modelului Fiat 124 Sport Coupé CC, echipată cu motoare de 1.592 cm³ și 1.756 cm³.